# Harim
Ḥārim o Ḥārem (in arabo حَارِم‎?, Ḥārim), che i crociati chiamavano Harenc, è una città della Siria compresa nel governatorato di Idlib, che fu un'antica fortezza nel periodo dell'Impero bizantino fino all'invasione mongola del XIII secolo. 
Si eleva fino a un'altezza di 160 metri sul livello del mare e conta 21 934 abitanti. Ḥārim è situata sul confine con la Turchia, 55 km a ovest di Aleppo.

## Età antica
L'Imperatore bizantino Niceforo II Foca la strappò ai musulmani nel 959 e vi costruì una fortezza, testa di ponte per prendere Aleppo (a 55 km a NE). I crociati la conquistarono assieme ad Artāḥ nel novembre 1097, nel corso dell'assedio di Antiochia e la località fu continuamente contesa tra musulmani e cristiani in epoca crociata. 
Strappata da re Baldovino III di Gerusalemme il 25 dicembre 1157 a Norandino, dette il suo nome a una battaglia svolta il 12 agosto 1164, vinta dal signore zengide, che tornò a combattere per impossessarsene il 18 ottobre seguente. La fortezza, danneggiata dai terremoti nel XII secolo, fu ricostruita dagli Ayyubidi, ma non sopravvisse all'invasione mongola del 1260.